# День коллекционера

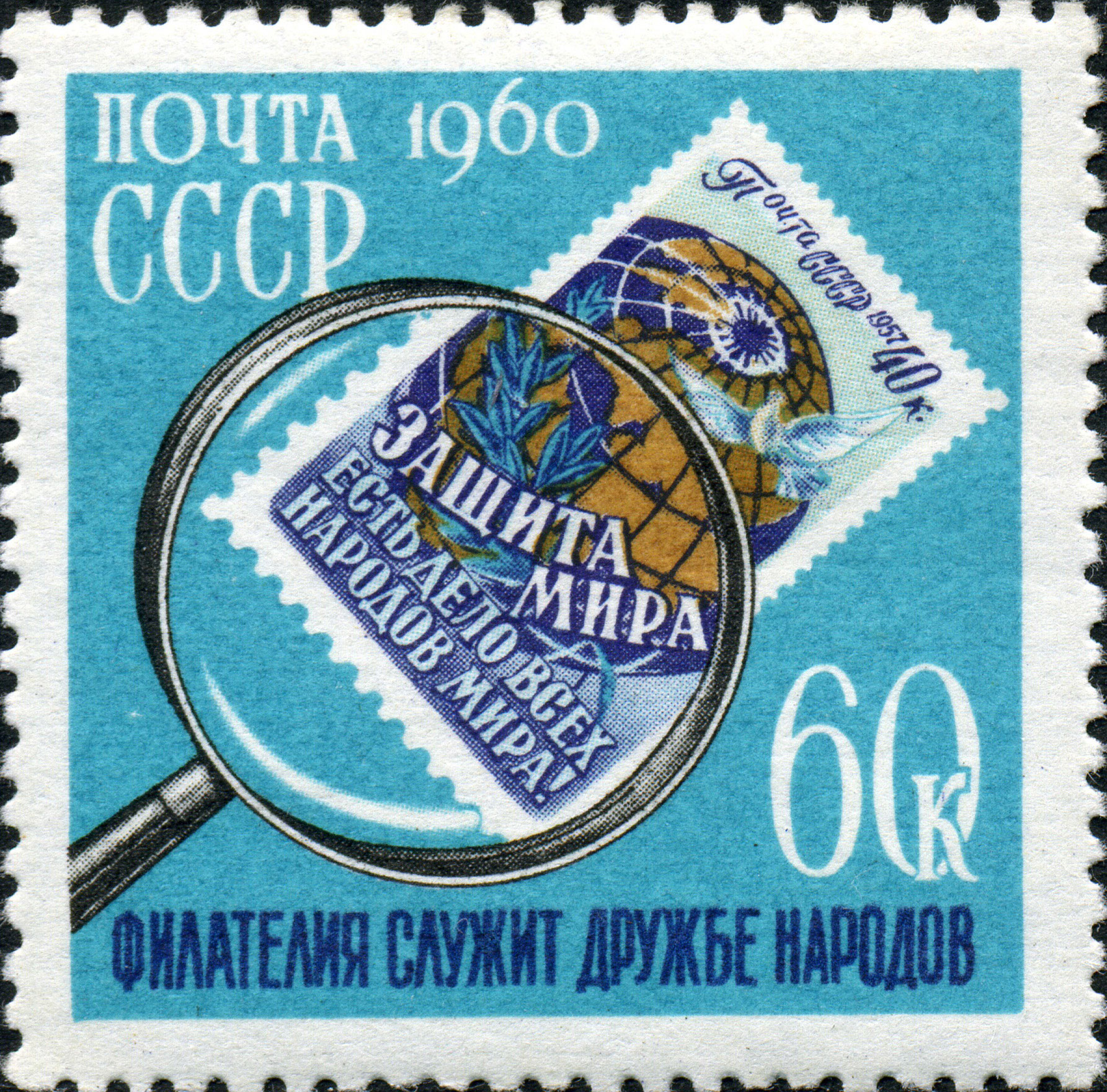
Почтовая марка СССР «День коллекционера», 1960

День коллекционе́ра — памятный день, отмечавшийся в СССР с конца 1950-х годов рядом филателистических и других организаций коллекционеров как День почтовой марки и коллекционера в октябре. В Московском городском обществе коллекционеров (МГОК) ежегодно проводился как День коллекционера с 1958 года в конце мая. Организуется в современной России и других странах.

## День коллекционера в СССР

### Учреждение
В 1957 году на юбилейной московской филателистической выставке «40 лет Октября» в первый раз проводился День почтовой марки и коллекционера.
В дальнейшем в Москве, в память об организации МГОК в конце мая 1957 года, был установлен День коллекционера, который ежегодно проводился в Обществе в это же время.
Впервые День коллекционера отметили здесь 25 мая 1958 года. По этому случаю были подготовлены специальный филателистический конверт Общества и спецгашение. На специальном почтовом штемпеле, выполненном красной краской, был нарисован контур территории СССР и начертаны слова: «ДЕНЬ КОЛЛЕКЦИОНЕРА. СССР. МОСКВА. 250558». На конверте были отпечатаны надписи: «ВСТУПАЙТЕ В ЧЛЕНЫ МОСКОВСКОГО городского общества КОЛЛЕКЦИОНЕРОВ-ФИЛАТЕЛИСТОВ» и «Адрес Общества: Москва, ул. Горького, 12, 5-й этаж. Тел. Б-9-68-31».

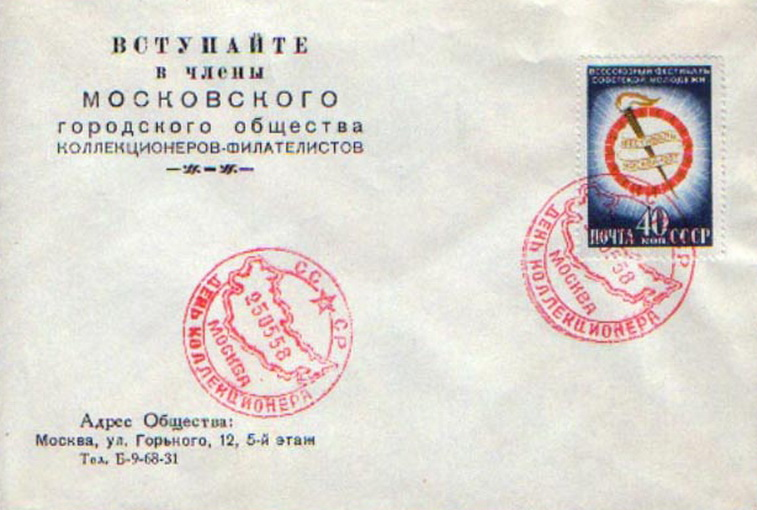
Филателистический конверт Московского городского общества коллекционеров-филателистов со специальным почтовым штемпелем ко Дню коллекционера (25 мая 1958)

Встречаются также простые (чистые) филателистические конверты, на которые клеились почтовые марки и ставилось то же самое спецгашение:

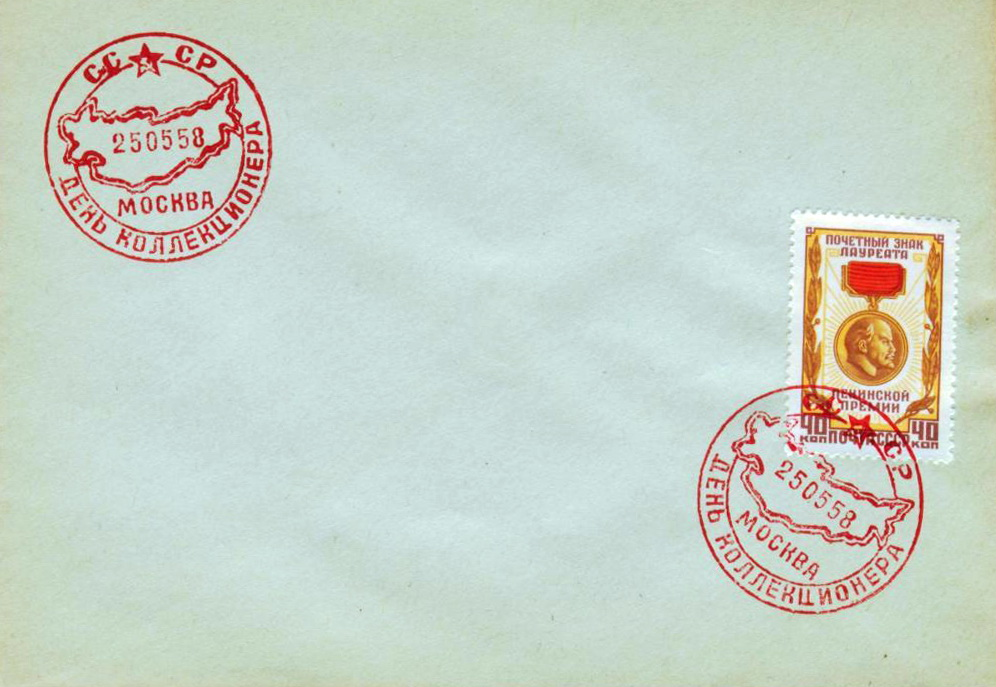
Филателистический конверт МГОК со специальным гашением «День коллекционера» и маркой СССР «Почётный знак лауреата Ленинской премии», 1958

### Дальнейшее празднование
В 1962 году калужским спичечным комбинатом «Гигант» и в 1963 году Бийской спичечной фабрикой ко Дню коллекционера были выпущены две серии спичечных этикеток, на которых были представлены основные виды коллекционирования: филумения, филателия, филокартия, экслибристика, нумизматика и бонистика.
Известно, что в 1964 году День коллекционера в Москве был проведён 31 мая в парке Сокольники.

СССР (1962): спичечная этикетка из серии «День коллекционера», посвящённая экслибристике
Секция бонистов в День коллекционера, 31 мая 1964 года. Сокольники, Москва

В 1967 году было организовано специальное гашение по случаю Дня коллекционера в Архангельске. На специальном почтовом штемпеле, автором рисунка которого был Н. Наговицин, была указана дата — 6 августа. Штемпель (чёрного цвета) был изготовлен на месте, и на нём были изображены градусная сетка земного шара с картой Северного побережья СССР, ледокол во льдах и самолёт. Памятный текст гласил: «Архангельск — ворота Арктики». Номер штемпеля по каталогу «Специальные почтовые штемпеля СССР» (автор-составитель В. А. Якобс) — 1879. Гашение производилось на Архангельском узле связи.

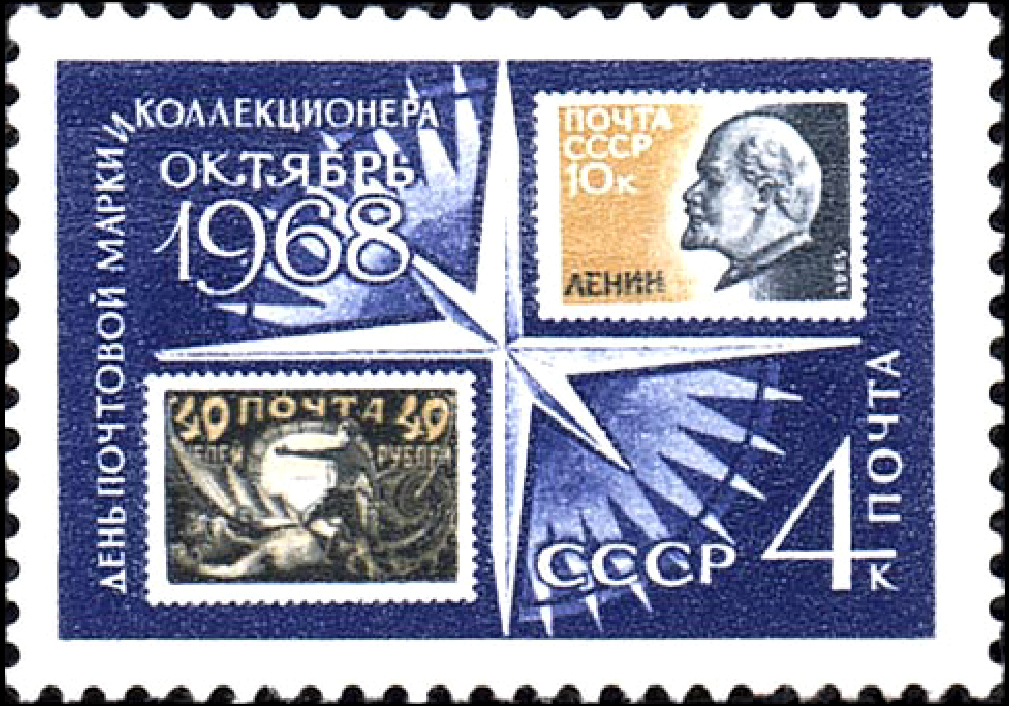
СССР (1968): День почтовой марки и коллекционера

### День почтовой марки и коллекционера
В 1966 году на основе МГОК и некоторых других филателистических объединений страны было создано Всесоюзное общество филателистов. В связи с этим День коллекционера снова был объединён с другим филателистическим праздником — Днём почтовой марки. По случаю совместного Дня почтовой марки и коллекционера в СССР в 1968 году выпускалась памятная почтовая марка (ЦФА [АО «Марка»] #3662; Sc #3509).

### День юного филателиста
В некоторых филателистических организациях Советского Союза отмечался День юного филателиста. Примером такового может служить мероприятие, проведённое коллекционерами Челябинска 5 октября 1958 года, в ознаменование которого был подготовлен клубный конверт с призывом «Организуйте в школах кружки коллекционеров».

## День коллекционера в России
В постсоветское время День коллекционера снова стали отмечать в некоторых регионах России. Например, в 2001 году в рамках Международной недели письма, проходившей с 7 по 14 октября, на Екатеринбургском почтамте были организованы мероприятия и в честь Дня коллекционера. Он состоялся 13 октября, и в этот день были устроены спецгашение и филателистическая выставка (совместно с региональным обществом филателистов).
21 сентября 2016 года состоялся I съезд Российского форума коллекционеров, на котором было принято решение официально считать 21 сентября Днём коллекционера.

## День коллекционера в других странах
В Белоруссии также проводится День коллекционера. Так, 2—3 сентября 2005 года мероприятия, приуроченные к этому событию, проходили в Волковыске. Организаторами очередного Дня коллекционера выступили республиканские унитарные предприятия «Белпочта» и «Белтелеком», Министерство связи и информатизации и Министерство культуры Республики Беларусь, Гродненское областное общество Белорусского союза филателистов и другие местные организации. В связи с праздником состоялась региональная филателистическая выставка, на которую приезжали гости из Польского союза филателистов, Литвы и всех областных обществ коллекционеров Белоруссии, а также экспонировалось полное собрание телефонных карт «Белтелекома» за десять лет.

День коллекционера в Гродно (Белоруссия, 2002)
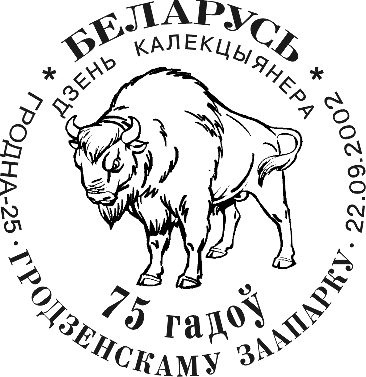
Специальный почтовый штемпель в честь одновременного празднования «Дня коллекционера» и 75-летия Гродненского зоопарка
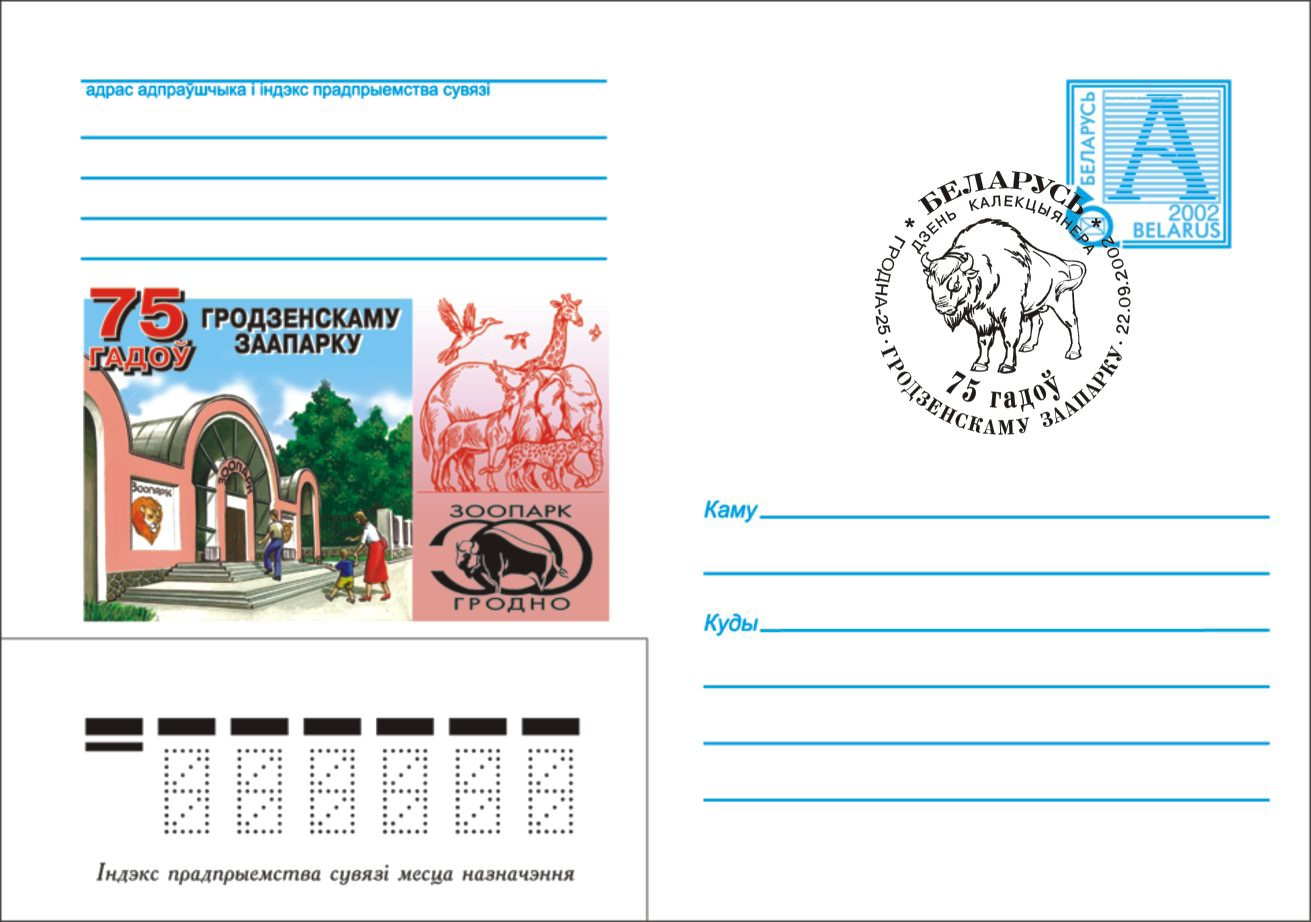
Художественный маркированный конверт с тем же специальным гашением

В Словакии, в Братиславе, отмечают Дни коллекционеров. В частности, в 2004 году они прошли 4—5 июня, в связи с чем 1 июня был выпущен художественный маркированный конверт (Pofis № 066 COB 001/04). День коллекционера празднуется и в Иерусалиме; информация об этом была размещена на одной из израильских телефонных карт. В некоторых странах (например, в Сальвадоре) этот день назывался или называется Днём филателиста. В ряде стран дни коллекционеров организовываются местными музеями, учебными заведениями, обществами и частными компаниями, и под ними подразумеваются мероприятия для лиц, коллекционирующих самые разнообразные предметы.